# Darwinia leptantha
Darwinia leptantha är en myrtenväxtart som beskrevs av Barbara Gillian Briggs. Darwinia leptantha ingår i släktet Darwinia och familjen myrtenväxter.
Artens utbredningsområde är New South Wales. Inga underarter finns listade i Catalogue of Life.